# Philibert-Louis Debucourt

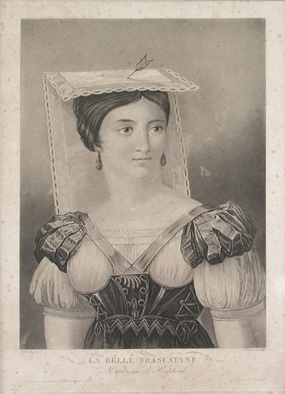
La Belle Frascatane.Aquatint van Philibert-Louis Debucourt naar Rafaël

Philibert-Louis Debucourt (Parijs, 13 februari 1755 - Belleville (inmiddels geannexeerd door Parijs), 22 september 1832) was een Franse kunstenaar. Tijdens zijn leven hield hij zich onder meer bezig met maken van aquarellen en etsen.

## Leven
In 1774 studeerde hij kunst aan de Académie royale de peinture et de sculpture in Parijs. Hij kreeg hier onder meer les van de Joseph-Marie Vien. Tijdens zijn studie maakte Debucourt bezwaar tegen de neoclassicistische doctrine. Hij prefereerde liever het genrestuk en het maken van prenten.
Debucourt ontwikkelde in de jaren 80 van 18e eeuw een hoogwaardig licht techniek en het lukte hem om de printen meer realistisch te maken. Verder was hij beïnvloed door de stijl van de Nederlandse schilder Jan van der Heyden.